# Dienstleistungskonzession
Eine Dienstleistungskonzession ist eine Form der Übertragung einer staatlichen oder kommunalen Aufgabe auf einen Dritten. Dienstleistungskonzessionen sind dadurch gekennzeichnet, dass der Konzessionär als Gegenleistung für die Erbringung der Dienste statt einer Vergütung das Recht zur kommerziellen Nutzung und/oder Verwertung erhält. Der Konzessionär trägt dabei das wirtschaftliche Nutzungs- und Verwertungsrisiko. Häufig handelt es sich um ein Betreibermodell im Rahmen einer Public Private Partnership.

## Beispiele
Beispiele einer Dienstleistungskonzession sind z. B. das Recht zur Errichtung und zum Betrieb einer Feuerbestattungsanlage, die Verpachtung eines gemeindlichen Grundstücks und Gebäudes mit der vertraglichen Verpflichtung, öffentliche Parkeinrichtungen zu betreiben und die Vermietung oder Verpachtung von Verkaufsstellen zum Prägen und zum Vertrieb von Kfz-Kennzeichen.
Ein weiteres Beispiel ist die Konzessionsvergabe von Stromnetzen, auch Stromkonzession genannt. Sie beinhalten in der Regel das Recht über die Nutzung öffentlicher Verkehrswege zum Bau und Betrieb von Leitungen für die Stromversorgung z. B. in einer Gemeinde, also die Betreibung der örtlichen Stromnetze und die Sicherstellung der Stromversorgung vor Ort, vgl. § 46 EnWG.

## Vergaberechtliche Betrachtung (ab Erreichen des Schwellenwerts)
Dienstleistungskonzessionen waren bis zum 17. Mai 2016 vom Anwendungsbereich des sekundären europäischen Vergaberechts (Vergabekoordinierungsrichtlinien) ausgenommen (vgl. Art. 17 Richtlinie 2004/18/EG, Art. 18 der Richtlinie 2004/17/EG). In den deutschen vergaberechtlichen Regeln fand sich keine ausdrückliche Ausnahmeregelung; sie folgte jedoch aus einer richtlinienkonformen Auslegung (auch wenn der Bundesgerichtshof sich etwas vorsichtig äußerte und von einer "weitverbreiteten" Auffassung sprach (BGH, Beschluss vom 1. Dezember 2008 Az.: X ZB 32/08)).
Seit dem 18. Mai 2016 unterfallen alle Konzessionen, auch Dienstleistungskonzessionen, der Richtlinie 2014/23/EU über die Konzessionsvergabe und dem unter anderem diese in nationales Recht umsetzenden Teil 4 des deutschen Gesetzes gegen Wettbewerbsbeschränkungen (GWB) sowie der Verordnung über die Vergabe von Konzessionen (KonzVgV), soweit der Schwellenwert nach § 106 II Nr. 4 GWB erreicht oder überschritten ist.

## Europarechtliche Betrachtung (unterhalb des Schwellenwerts)
Nach Auffassung der EU-Kommission haben  öffentliche Stellen, die einen Vertrag über Dienstleistungskonzessionen abschließen, auch unterhalb des Schwellenwerts die Grundregeln des Vertrages über die Arbeitsweise der Europäischen Union im Allgemeinen und das Verbot der Diskriminierung aus Gründen der Staatsangehörigkeit im Besonderen zu beachten. Letzteres beinhaltet auch den Grundsatz der Transparenz. Die Bundesregierung sieht das anders, da unterhalb des ja von der EU selbst festgesetzten Schwellenwerts nur der jeweilige Staat, nicht aber die EU regelungskompetent sei. Dieser Dissens besteht nach wie vor und ist von Gerichten höchstinstanzlich noch nicht entschieden.
Zu den Vertragsbestimmungen, die gemäß der EU-Kommissionsansicht speziell auf öffentliche Dienstleistungskonzessionen anwendbar sind, gehören u. a. Artikel 43 EG, nach dessen Absatz 1 die Beschränkungen der freien Niederlassung von Staatsangehörigen eines Mitgliedstaats im Hoheitsgebiet eines anderen Mitgliedstaats verboten sind, und Artikel 49 EG, der in Absatz 1 bestimmt, dass die Beschränkungen des freien Dienstleistungsverkehrs innerhalb der Gemeinschaft für Angehörige der Mitgliedstaaten, die in einem anderen Staat der Gemeinschaft als demjenigen des Leistungsempfängers ansässig sind, verboten sind. Diese Regelungen umfassen neben dem Verbot der Diskriminierung aus Gründen der Staatsangehörigkeit auch den allgemeinen Grundsatz der Gleichbehandlung der Bieter. Der Gleichbehandlungsgrundsatz und das Verbot der Diskriminierung aus Gründen der Staatsangehörigkeit schließen insbesondere eine Verpflichtung zur Transparenz ein, damit die konzessionserteilende öffentliche Stelle feststellen kann, ob sie beachtet worden sind. Dabei besteht die Transparenzpflicht darin, dass die genannte Stelle zugunsten der potenziellen Bieter einen angemessenen Grad von Öffentlichkeit sicherzustellen hat, der die Dienstleistungskonzession dem Wettbewerb öffnet und die Nachprüfung ermöglicht, ob die Vergabeverfahren unparteiisch durchgeführt worden sind.